# NGC 7298
NGC 7298 је спирална галаксија у сазвежђу Водолија која се налази на NGC листи објеката дубоког неба.
Деклинација објекта је - 14° 11' 19" а ректасцензија 22h 30m 50,6s. Привидна величина (магнитуда) објекта NGC 7298 износи 13,7 а фотографска магнитуда 14,4. NGC 7298 је још познат и под ознакама MCG -2-57-10, MK 1124, IRAS 22281-1426, PGC 69033.